# 长岭陂水库
长岭陂水库也称长岭皮水库，是位于深圳市南山区阳台山南麓的一处小型水库，由西丽水库管理所运营。

## 参考注释

从塘朗山上俯瞰塘朗车辆段及长岭陂水库